# Fatima Whitbread
Fatima Whitbread (Reino Unido, 3 de marzo de 1961) es una ex atleta británica, especializada en la prueba de lanzamiento de jabalina en la que llegó a ser subcampeona mundial en 1983 y campeona en 1987.

## Carrera deportiva
En el Mundial de Helsinki 1983 ganó la medalla de plata en lanzamiento de jabalina, con una marca de 69.14 metros, tras la finlandesa Tiina Lillak y por delante de la griega Anna Verouli.
Cuatro años después. en el Mundial de Roma 1987 ganó el oro en la misma prueba, por delante de las alemanas Petra Felke y Beata Peters.